# Epedanulus sarasinorum
Epedanulus sarasinorum is een hooiwagen uit de familie Epedanidae.